# Antonio II Acciaioli
Antonio II Acciaioli, född okänt år, död 1445, var en monark i den grekiska korsfararstaten hertigdömet Aten från 1439 till 1441. Han var son till Francesco Acciaioli (död 1419) och Margareta Malpigli, brorson till Antonio I Acciaioli och bror till Nerio II Acciaioli. 
Han och hans bror växte upp i Italien, men kallades till Aten för att bli arvingar till sin barnlöse farbror. Vid farbroderns död 1435 blev hans bror Atens härskare. 1439 avsatte han sin bror och regerade till sin död 1441, då brodern återtog makten. Han var gift med Maria Zorzi och far till Francesco II Acciaioli, som kom på tronen 1454.